# Kalmünten
Kalmünten ist ein Ortsteil im Stadtteil Schildgen von Bergisch Gladbach.

## Geschichte
Die Siedlung Kalmünten zählte zu den frühen Siedlungskernen von Schildgen, die als Lehnsgüter der Herrschaft Osenau  in der mittelalterlichen Rodeepoche entstanden waren.
Aus einer erhaltenen Steuerliste von 1586 geht hervor, dass die Ortschaft Teil der Honschaft Grimßgewalt im Kirchspiel Odenthal war.
Im Laufe der Jahrhunderte hat sich der Name mehrfach verändert. Das  Urkataster verzeichnet die Siedlung mit dem Namen Calmünten. 1249 wurde Calmunt erwähnt. 1414 findet man den Namen Calmunde. Der mundartliche Name war Kalmunkel.
Die Topographia Ducatus Montani des Erich Philipp Ploennies, Blatt Amt Miselohe, belegt, dass der Wohnplatz 1715 als Dorf ohne Kirche kategorisiert wurde und mit Calmünden bezeichnet wurde. Carl Friedrich von Wiebeking benennt die Hofschaft auf seiner Charte des Herzogthums Berg 1789 als Calmünten. Aus ihr geht hervor, dass Kalmünten zu dieser Zeit Teil von Unterodenthal in der Herrschaft Odenthal war.
Unter der französischen Verwaltung zwischen 1806 und 1813 wurde die Herrschaft aufgelöst. Kalmünten wurde politisch der Mairie Odenthal im Kanton Bensberg zugeordnet. 1816 wandelten die Preußen die Mairie zur Bürgermeisterei Odenthal im Kreis Mülheim am Rhein. 
Der Ort ist auf der Topographischen Aufnahme der Rheinlande von 1824 und auf der Preußischen Uraufnahme von 1840 als Calmünten verzeichnet. Ab der Preußischen Neuaufnahme von 1892 ist er auf Messtischblättern regelmäßig als Kalmünten oder ohne Namen verzeichnet. 
| Jahr | Einwohner | Wohn- gebäude | Kategorie  |
| ---- | --------- | ------------- | ---------- |
| 1822 | 61        |               | Ackergüter |
| 1830 | 79        |               | Ackergut   |
| 1845 | 84        | 14            | Ackergüter |
| 1871 | 83        | 17            | Hofstelle  |
| 1885 | 55        | 18            | Wohnplatz  |
| 1895 | 62        | 10            | Wohnplatz  |
| 1905 | 61        | 11            | Wohnplatz  |

## Etymologie
Die Bedeutung des Namens Kalmünten ist umstritten. Eine Möglichkeit könnte die Abstammung des Bestimmungswortes von der Kalmus-Pflanze sein. Das Grundwort münten oder munt geht meisten auf das lateinische mons/montis (= Berg) zurück. Das Bestimmungswort kann aber auch auf das althochdeutsche chalo (= kahl) oder auf das lateinische callis (= Kaule, Grube, Bergwerksstollen) zurückgeführt werden. Weil in der Umgebung von Kalmünten eine frühe Eisenfundstelle nachgewiesen ist – davon zeugen die Gruben Scharrenberg und Verzögerung –, ist  Calmunt als Kuhlenberg, das heißt als bergbaulich genutztes Gelände die plausibelste Deutung.